# Auguste Jean François Grenier
Pour les articles homonymes, voir Grenier (homonymie).
Auguste Jean François Grenier est un médecin et un entomologiste français, né le 22 septembre 1814 aux Andelys et mort le 13 juillet 1890 à Bagnères.

## Biographie
Il étudie à Rouen puis à Paris où il obtient son titre de docteur en médecine en 1842. Il ne se consacre à l’entomologie qu’entre 1857 et 1869, la guerre de 1870 mettant un terme à ses recherches. Il se consacre aux coléoptères notamment cavernicoles et constitue une intéressante collection comprenant notamment celle de Charles Nicolas Aubé (1802-1869) et de Jules Linder (1830-1869). Sa collection est conservée par la Société entomologique de France.

## Sources
- Jean Lhoste (1987). Les Entomologistes français. 1750-1950. INRA Éditions : 351 p.